# Carlos Gattiker
Carlos Charlie Gattiker (6 de junio de 1956 - 19 de mayo de 2010) fue un jugador profesional argentino de tenis.

## Carrera
Durante su carrera, Charlie Gattiker hizo cuatro semifinales dobles de Grand Prix: en Buenos Aires (1977), en Indianápolis (1980), Kitzbühel (1981) ―donde su compañero fue su hermano Alejandro Gattiker (1958-)― y Bahía (1983).
También jugó con su hermano al nivel de Grand Slam.
Uno de sus tres apariciones de Grand Slam juntos fue en el Campeonato de Wimbledon (1980), donde perdieron un partido de cinco sets contra otro par de hermanos, los tenistas británicos John y Tony Lloyd.
Gattiker jugó en otros cinco torneos del Grand Slam ―ya sea como jugador individual o de dobles―, pero nunca fue capaz de avanzar más allá de la primera ronda.
El argentino representó a su país en una Copa Davis (1980) contra Estados Unidos. Él y Ricardo Cano participaron en el partido de dobles, que perdieron ante John McEnroe y Peter Fleming.

## Después del retiro
Después de retirarse, Charlie Gattiker se convirtió en entrenador. Trabajó sobre todo con jugadores de Argentina ―entre ellos Pablo Albano (1967-) y Luis Lobo (1970-)―, pero también entrenó al marroquí Karim Alami (1973-).
En 1998 se le diagnosticó ELA (esclerosis lateral amiotrófica) ―la enfermedad del humorista gráfico y escritor argentino Roberto Fontanarrosa (1944-2007)―. Charlie Gattiker murió en 2010.

## Títulos

### Singles (1)
| N.º | Año  | Torneo                 | Superficie        | Oponente en la final | Puntaje en la final |
| --- | ---- | ---------------------- | ----------------- | -------------------- | ------------------- |
| 1.  | 1979 | Ribeirão Preto (Brasil | polvo de ladrillo | Carlos Kirmayr       | 6–4, 2–6, 6–2       |

### Dobles (5)
| N.º | Año  | Torneo                | Superifie         | Compañero          | Oponente en la final                      | Puntaje en la final |
| --- | ---- | --------------------- | ----------------- | ------------------ | ----------------------------------------- | ------------------- |
| 1.  | 1980 | Cúneo (Italia).       | polvo de ladrillo | Ricardo Cano       | Mario Martínez Pedro Rebolledo            | 4–6, 7–6, 6–2       |
| 2.  | 1981 | Galatina (Italia).    | polvo de ladrillo | Patrizio Parrini   | Roberto Carruthers Fernando Dalla-Fontana | 6–4, 5–7, 7–5       |
| 3.  | 1983 | Le Touquet (Francia). | polvo de ladrillo | Alejandro Gattiker | Tarik Benhabiles Jean-Louis Haillet       | 7–6, 6–2            |
| 4.  | 1983 | Mesina (Italia).      | polvo de ladrillo | Alejandro Gattiker | Juan Aguilera Pablo Arraya                | 7–5, 6–2            |
| 5.  | 1984 | Viña del Mar (Chile). | polvo de ladrillo | Gustavo Tiberti    | Hans Gildemeister Belus Prajoux           | 6–4, 5–7, 6–3       |